# Тротил-У
Тротил-У — промышленное взрывчатое вещество, производящееся из тринитротолуола, извлеченного из утилизируемых боеприпасов при их расснаряжении. В отличие от тротила марок В и ВП, также извлекаемых из боеприпасов, не удовлетворяет требованиям ГОСТ 4117—78 на промышленные ВВ по содержанию влаги и примесей и отличается от свежеизготовленного по взрывчатым характеристикам. Также применяется для изготовления граммонитов, нитротолов и пр. смесевых взрывчатых составов.
По степени опасности относится к классу 1, подклассу 1.1; по ГОСТ 19433—88 относится к группе совместимости D. Серийный номер ООН 0209. Предназначено для проведения взрывных работ в любых климатических районах (в температурных пределах от +50 до −60 °C) путём закладки в сухие либо обводнённые скважины.

## Описание
Выпускается в непатронированной форме в виде двух марок УД (дроблёный) и УГ (гранулированный). Тротил марки УД (обозначение УД ТУ) предназначен для ручного снаряжения скважин и имеет вид кусков полидисперсного состава нерегламентированной формы с размером не более 45 мм. Тротил марки УГ (обозначение УГ ТУ) допускает механизированное снаряжение скважен и поставляется в виде гранул диаметром 3-5 мм.

## Физико-химические свойства
Тротил-У взрывоопасен, пожароопасен и токсичен, в процессе манипуляций с ним выделяет вредную для здоровья пыль.
| Характеристики                                        | Значения  |
| ----------------------------------------------------- | --------- |
| Температура плавления, °C                             | 80        |
| Температура вспышки, °C                               | 295-305   |
| Фугасность, см3                                       | 285-295   |
| Бризантность (по ГОСТ 5984—99 — не менее), мм         | 15        |
| Удельное электрическое сопротивление, Ом•м            | 107−1010  |
| Насыпная плотность марки УД, г/см3                    | 0,75-0,80 |
| Насыпная плотность марки УГ, г/см3                    | 0,9-1,00  |
| Плотность кусков и гранул (не менее), г/см3           | 1,45      |
| Массовая доля влаги и летучих веществ (не более), %   | 2,0       |
| Кислотность в пересчете на серную кислоту, %          | 0,01      |
| Теплота взрывчатого превращения, ккал/кг              | 870-970   |
| Газовая вредность в пересчете на окись углерода, л/кг | 345       |
| Кислородный баланс, %                                 | -74       |
| Скорость детонации сухого, км/с                       | 4,0-4,6   |
| Скорость детонации водонаполненного, км/с             | 5,0-5,5   |
| Критический диаметр в стальной оболочке, мм           | 10-15     |
| Критический диаметр в бумажной оболочке, мм           | 60-80     |